# Marathon van Nagoya 1995
De marathon van Nagoya 1995 werd gelopen op zondag 12 maart 1995. Het was de 16e editie van de marathon van Nagoya. Alleen vrouwelijke elitelopers mochten aan de wedstrijd deelnemen. De Poolse Kamila Gradus kwam als eerste over de streep in 2:27.29. De wedstrijd deed tevens dienst als Japans kampioenschap op de marathon. Yukari Komatsu won deze titel en eindigde op een tweede plaats overall.

## Uitslagen
| rang   | naam                  | land | tijd    |
| ------ | --------------------- | ---- | ------- |
| Goud   | Kamila Gradus         | POL  | 2:27.29 |
| Zilver | Yukari Komatsu        | JPN  | 2:29.41 |
| Brons  | Miki Igarashi         | JPN  | 2:32.23 |
| 4      | Ikuyo Goto            | JPN  | 2:32.30 |
| 5      | Noriko Kawaguchi      | JPN  | 2:33.47 |
| 6      | Mineko Watanabe       | JPN  | 2:34.18 |
| 7      | Tami Yada             | JPN  | 2:34.22 |
| 8      | Birgit Jerschabek     | GER  | 2:34.35 |
| 9      | Naoko Otani           | JPN  | 2:34.49 |
| 10     | Ramilja Boerangoelova | RUS  | 2:34.57 |
| 11     | Toshiko Mori          | JPN  | 2:35.05 |
| 12     | Junko Tsukamoto       | JPN  | 2:35.14 |
| 13     | Chiaki Matsunaga      | JPN  | 2:35.17 |
| 14     | Akemi Yamanaka        | JPN  | 2:35.20 |
| 15     | Mitsuyo Yoshida       | JPN  | 2:36.00 |
| 16     | Noriko Nasuhara       | JPN  | 2:36.12 |
| 17     | Makiko Ito            | JPN  | 2:36.14 |
| 18     | Masako Kusakaya       | JPN  | 2:36.19 |
| 19     | Emiko Yamano          | JPN  | 2:38.01 |
| 20     | Naomi Yoshizawa       | JPN  | 2:38.42 |
| 21     | Hiromi Sato           | JPN  | 2:38.47 |
| 22     | Chiharu Sato          | JPN  | 2:38.49 |
| 23     | Emi Saegusa           | JPN  | 2:39.53 |
| 24     | Miyoko Takahashi      | JPN  | 2:39.58 |
| 25     | You-Feng Zhao         | CHN  | 2:40.45 |

1984 ·
1985 ·
1986 ·
1987 ·
1988 ·
1989 ·
1990 ·
1991 ·
1992 ·
1993 ·
1994 ·
1995 ·
1996 ·
1997 ·
1998 ·
1999 ·
2000 ·
2001 ·
2002 ·
2003 ·
2004 ·
2005 ·
2006 ·
2007 ·
2008 ·
2009 ·
2010 ·
2011 ·
2012 ·
2013 ·
2014 ·
2015 ·
2016 ·
2017